# Венус (футбольний клуб)
Спортивний клуб «Венус» (рум. Asociația Sportivă Venus 1914 București) — румунський футбольний клуб з Бухареста, заснований у 1914 році. Виступає у Лізі V. Домашні матчі приймає на стадіоні «Стадіонул Біруйнта», місткістю 100 глядачів.

## Досягнення
- Ліга I
  - Чемпіон: 1919–20, 1920–21, 1928–29, 1931–32, 1933–34, 1936–37, 1938–39, 1939–40
- Кубок Румунії
  - Фіналіст: 1939–40.